# Russula stenotricha
Russula stenotricha är en svampart som beskrevs av Romagn. 1962. Russula stenotricha ingår i släktet kremlor och familjen kremlor och riskor.  Arten är reproducerande i Sverige. Inga underarter finns listade i Catalogue of Life.

## Bildgalleri